# Федлимид мак Энгуса
Федлимид мак Энгуса (др.‑ирл. Feidlimid mac Óengusa; вторая половина V — первая половина VI веков) — король Мунстера (конец V или первая половина VI века) из рода Эоганахтов.

## Биография
Федлимид был одним из двадцати четырёх сыновей Энгуса мак Над Фройха, первого христианского короля Мунстера. Согласно написанному в VII веке Тиреханом житию святого Патрика, Федлимид был крещён вместе с отцом и братьями лично этим «апостолом Ирландии».
На основании существующих исторических источников невозможно составить точно датированную цепь преемственности правителей Мунстера конца V — первой половины VI веков. Федлимид мак Энгуса не упоминается как король ни в «Laud Synchronisms», ни в ирландских анналах, однако он наделён королевским титулом в «Лейнстерской книге», в которой он назван преемником своего отца, скончавшегося в 490 или 492 году, и предшественником своего брата Эохайда мак Энгусы. Это свидетельство позволяет историкам предполагать, что Федлимид правил Мунстером в 490-х годах. Однако в «История обнаружения Кашела» он упоминается как преемник Эохайда, скончавшегося в 525 году. «Laud Synchronisms» была написана сторонниками Глендамнахских Эоганахтов, родоначальниками которых считались потомки Эохайда, и, возможно, этим может быть объяснено, почему свидетельства о Федлимиде как короле Мунстера были исключены из этого источника.
Федлимид мак Энгуса был родоначальником Кашелских Эоганахтов, земли которых располагались вокруг Кашела. По сведениям одного средневекового ирландского трактата, Федлимид заключил со своими тремя младшими братьями договор, согласно которому, тот из них, кто пережил бы остальных, получил их владения. Он умер последним из участников договора, получил земли братьев и тем самым заложил основу будущего влияния Кашелских Эоганахтов.
Средневековые генеалогии сообщают, что сыном Федлимида был Кримтанн, которого иногда ошибочно отождествляют с одним из двух сыновей Эохайда мак Энгусы. Хотя ни сын, ни внук Федлимида не были королями всего Мунстера, его правнуки Финген мак Аэдо Дуйб и Файльбе Фланн занимали престол этого королевства в первой половине VII века.